# Leopoldo de Gregorio
Leopoldo de Gregorio (1700, Messina, Regne de Sicília - 1785, Venècia, República de Venècia) conegut com el Marquès d'Esquilache, fou un polític espanyol d'origen italià molt important en el regnat de Carles III d'Espanya. Va iniciar la seva carrera a Nàpols com a comptable d'una casa que tenia al seu càrrec l'aprovisionament de l'exèrcit. El 1748 va ser posat al capdavant de l'administració general de duanes i, més tard, va ser nomenat secretari d'Hisenda. Quan va pujar al tron Carles III va ocupar el càrrec de ministre d'Hisenda i de la Guerra. Va dictar diverses lleis de reforma referents als costums, l'economia i als eclesiàstics per separar-los del poder civil. Cap al 1760 va començar a resultar impopular per la seva manera de viure. Als burgesos no els va agradar que un italià els manés i s'amotinaren contra ell: el Motí de Squillace. Esquilache va tornar al seu país i el varen designar ambaixador a Venècia, ciutat on va romandre fins a la seva mort.

## Reformes
Va fer nou reformes:
- 1a reforma: fa la societat d'amics del país (SAP), també inventa els correus, el banc d'Espanya, un jardí botànic...
- 2a reforma: per a les reformes necessitaven doblers i varen inventar la loteria Nacional. Va crear un orfenat anomenat la Granja de San Il de Fonso, i els nins educats allà eren els qui treien els números.
- 3a reforma: Reforma de l'Exèrcit, dins aquesta reforma hi ha dues categories (escoles militars):
- Reial Acadèmia de Toledo (exèrcit de terra)
- San Ferran de Cadis (exèrcit de mar)
- 4a reforma: Reforma dels imposts; va crear un ministeri d'Hisenda. La noblesa també pagava els imposts.
- 5a reforma: Reforma educativa; va crear les primeres escoles gratuïtes.
- 6a reforma: Reforma de l'agricultura; crear un ministeri d'agricultura. Farà canals d'aigua i així introduirà el blat.
- 7a reforma: Reforma del comerç; farà carreteres.
- 8a reforma: Reforma industrial; aparegueren les primeres màquines de vapor, i gràcies a això sorgiren les fàbriques públiques.
- 9a reforma: Reforma urbanística; va il·luminar el centre de la ciutat, s'inventà la llei de capes i capells: que consisteix a tallar les capes i les ales dels capells. Per veure si se complia això, hi havia un policia a cada cantó amb unes tisores per tallar les capes.

## Motí d'Esquilache
A la noblesa espanyola no li van agradar aquests canvis que va fer l'Esquilache, perquè era estranger i burgès. Per això el rei, Carles III, l'ennoblí amb el títol de Marquès d'Esquilache. Així i tot el poble, influït pels nobles i l'església, no es va conformar. Varen anar al palau d'Orient a demanar al rei cinc coses:
- Que torni la Inquisició
- Anar vestits com vulguin
- Que la guàrdia Valona[2] se'n vagi i que tornin els alabarders de l'escolta real
- Que baixi el preu del pa (els nobles amagaren la farina, i així el pa va pujar de preu)
- Que Esquilache torni a Itàlia

El rei aguantà com va poder, però finalment va donar al poble el que volia; i va posar dos marquesos: Marquès d'Aranda i Marquès de Floridablanca (varen ser els qui varen intervenir a la Guerra d'Independència d'EEUU 1760)

## Teatre i cine
En l'obra dramàtica «un soñador para un pueblo» d'Antonio Buero Vallejo, on Buero pren els esdeveniments del passat històric, el tema comú que lliga tota l'obra és la tragèdia de l'individu, analitzada des d'un punt de vista social, ètic i moral, a més dels principals problemes que angoixen l'home: com a trampolí o mirall i com a mina de significacions de cara al present i com a "models" en el sentit que la sociologia dona al vocable (Ruiz Ramon). També hi ha hagut una adaptació al cinema: «Esquilache», amb diverses candidatures als Premis Goya del 1989.